# Německý dům (Ostrava)
Německý dům (německy Deutsches Haus) stál v Ostravě na Nádražní třídě čp. 951.

## Historie
O jeho stavbě bylo rozhodnuto v únoru 1892 jako reakce na aktivity českého obyvatelstva, které začalo stavět svůj Národní dům. Pozemek, na kterém stál, patřil baronu Rothschildovi. Německý spolek jej výhodně koupil a současně stanovil, že cena za stavbu by neměla přesáhnout 150 000 zlatých.
Projekt vypracoval známý ostravský architekt židovského původu Felix Neumann. Ten navrhl mj. obchodní dům Rix, kavárnu Café Union (později budova Divadla loutek), hotel Gami (později hotel Royal, v němž je nyní menza) či vítkovickou synagogu (kterou nacisté vypálili). Použit byl v Německu oblíbený styl nizozemské renesance.
Stavba trvala od roku 1893 do roku 1895. Zajímavě vyhlížející budova s věžičkami a červenou fasádou budila pozornost kolemjdoucích. Kromě reprezentačních prostor s velkým slavnostním sálem obsahovala i restauraci a divadelní sál pro 600 lidí. Na zahradě byl hudební pavilon pro 120 osob a kuželna. Slavnostní otevření se konalo 2. června 1895. Češi svůj Národní dům otevřeli o rok dříve a novému německému centru začali posměšně říkat Trucburg.
Při bombardování Ostravy počátkem května 1945 byl dům poškozen. Dnes již nelze přesně dohledat míru poškození, víme však jistě, že ostravští radní 10. května 1945 rozhodli o jeho likvidaci. Není pochybnosti o tom, že silným motivem byla i snaha odstranit tento, dle názorů tehdejší veřejnosti, symbol německé zpupnosti. Na demolici byli záměrně dopraveni internovaní Němci. Vzhledem k jejich neutěšenému zdravotnímu stavu se však bourání protáhlo až do léta 1946; konec demolice již museli obstarat najatí čeští dělníci.
Na místě bývalého Německého domu je nyní travnatá plocha. Magistrát města Ostravy tento pozemek ve středu 26. listopadu 2008 prodal firmě Amádeus Real, která zde chce postavit nové společensko-obchodní centrum. Developer chce rovněž ve spolupráci s firmou Ostravica Fashion zprovoznit už léta zavřený sousední módní dům Ostravica Textilia.